# ТАСС
ТАСС — действующее в России с 1904 года государственное информационное агентство. Создано комитетом министров Российской империи по инициативе графа Сергея Юльевича Витте для удовлетворения информационных потребностей торговли, финансового сектора, промышленности и сельского хозяйства.
Первоначальное название Санкт-Петербургское телеграфное агентство (СПТА). Современное наименование — ТАСС — происходит от аббревиатуры 1925—1992 годов — «Телеграфное агентство Советского Союза» (ТАСС). Прошлое официальное название: Федеральное государственное унитарное предприятие «Информационное телеграфное агентство России (ИТАР-ТАСС)». В настоящее время наименование ТАСС не расшифровывается.

## История
В советских энциклопедических изданиях указывалось, что ТАСС образован в 1925 году и «ведёт начало от Петроградского телеграфного агентства», ставшего центральным информационным органом по декрету СНК РСФСР от 18 ноября (1 декабря) 1917. Само агентство считает временем своего основания 1904 год.

### Названия
- Торгово-телеграфное агентство (ТТА), 1902—1904;
- Санкт-Петербургское телеграфное агентство (СПбТА), 1904—1914;
- Петроградское телеграфное агентство (ПТА), 1914—1918;
- Российское телеграфное агентство (РОСТА), 1918—1925;
- Телеграфное агентство Советского Союза (ТАСС), 1925—1992;
- Информационное телеграфное агентство России (ИТАР-ТАСС), 1992—2014;
- Информационное агентство России ТАСС с 1 октября 2014 года.

### Частные телеграфные агентства
«Русское телеграфное агентство» возникло в 1866 году.
Частное «Международное телеграфное агентство» было разрешено с начала 1872 года императорским указом от 11 ноября 1871 года (владельцами были Яков Фейгин и Валентин Сазиков).
К 1886 году функционировало также «Северное телеграфное агентство», которое сменило «Международное».

### Торгово-телеграфное агентство (ТТА)
В 1902 году министр финансов Сергей Витте выступил с инициативой создать на базе «Торгово-промышленной газеты» Торгово-телеграфное агентство (ТТА). Император Николай II поставил на записке Витте резолюцию: «Государь Император соизволил одобрить как самую мысль, так и расходы».
Торгово-телеграфное агентство было основано в декабре 1902 года как первое государственное телеграфное агентство России на базе «Торгово-промышленной газеты» для удовлетворения информационных потребностей торговли, финансового сектора, промышленности и сельского хозяйства. ТТА находилось в подчинении Министерства финансов и поставляло прежде всего специализированную экономическую информацию. Первое сообщение датировано 17 (30) декабря 1902 года.

### Санкт-Петербургское телеграфное агентство (СПТА): Бездотационный период вплоть до октября 1917 года
В 1904 году в связи с преобладанием из-за начавшейся Русско-японской войны политической и военной информации Торгово-телеграфное агентство было переименовано в Санкт-Петербургское Телеграфное Агентство, которое фактически стало первым в стране единым органом распространения государственной информации. 1 сентября 1904 года, первый день работы СПТА, является датой, от которой современное агентство отсчитывает свою историю.
До 31 декабря 1909 года находилось в ведении Министерства финансов, а с 1 января 1910 года — Совета Министров. К функциям агентства прибавилось «проведение в широкие слои населения необходимых сведений о взглядах и предначертаниях правительства».

#### Доходы
Все дореволюционные годы агентство работало на полном хозрасчёте (уместный для госпредприятия термин) и с нулевым балансом, как это видно из публикуемых бюджетов предприятия. То есть тратило на свои нужды ровно столько, сколько зарабатывало. На 1915 год доходы и расходы были запланированы в размере 749 601 рубля. Примерно половину доходов приносила деловая информация, остальное — политическая, культурная и прочая. С 1911 года СПТА отказалось от «неподвижной таксы» и стало назначать подписную плату «в соответствии с распространённостью, форматом и солидностью средств каждой газеты в отдельности». Информация продавалась газетам по договорным подписным тарифам, которые для крупных изданий подчас превышали расценки небольшим региональным газетам в десятки раз. Несколько десятков тысяч рублей давала комиссия для иностранных агентств. Такая система хозяйствования позволяла хорошо оплачивать квалифицированный труд.
Творческие сотрудники — в основном редакторы и старшие редакторы — зарабатывали немало даже по современным меркам. Например, старший редактор получал ежемесячно 650 рублей — 400 по основному месту плюс 250 при отделении в Госдуме. Думские сверхурочные были регулярными и шли по отдельным ведомостям, которые также сохранились в Российском государственном историческом архиве в Санкт-Петербурге. А ещё старший редактор имел 13—15-е зарплаты на Пасху и 16—18-е на Рождество, примерно 27 рублей начислялось на его счёт в агентском пенсионном фонде, который именовался «сберегательной кассой». Выходило 877 рублей в месяц. Иногда выплачивались и гонорары за какие-то отдельные важные поручения. У редактора при ставке 200 рублей получалось 414 рублей в месяц — чуть больше, чем 400 рублей жалования депутата Госдумы. При этом малоквалифицированный труд оценивался гораздо ниже: 70 рублей в месяц для шофёра, 60 для телефонистки и 65—90 для машинистки (тогда переписчицы), от 18 рублей телеграфистки —  всё это ставки без учёта премиальных, сверхурочных и сберкассы. На местах, даже в уездных городах, работала сеть из 30 штатных и 770 внештатных корреспондентов, последние «с подепешной оплатой» по 2 рубля за телеграмму.

### Петроградское телеграфное агентство (ПТА)
С 1914 года, в связи с переименованием Санкт-Петербурга в Петроград, стало называться Петроградским телеграфным агентством.
В ПТА вознаграждения на 1917 год были запланированы в тех же цифрах, что и в 1912. Но летом 1917 года уже составлялись списки на приобретение сахара.
Петроградское телеграфное агентство стало одним из объектов, взятых большевиками в ходе Октябрьской революции в Петрограде. Отряд балтийских матросов во главе с комиссаром Военно-революционного комитета Леонидом Старком занял здание агентства в 9 часов вечера 25 октября (7 ноября) 1917 года.
18 ноября (1 декабря) 1917 года был издан декрет Совнаркома о Петроградском телеграфном агентстве, согласно которому оно стало центральным информационным органом при СНК. Всем Советам рабочих, солдатских и крестьянских депутатов предлагалось немедленно избрать особых уполномоченных для связи с ПТА и впредь получать от агентства телеграммы для публикации в местных информационных органах.

### Российское телеграфное агентство (РОСТА)
В сентябре 1918 года ПТА объединили с Бюро печати при Всероссийском центральном исполнительном комитете (ВЦИК). Так был образован центральный информационный орган РСФСР — Российское телеграфное агентство (РОСТА). В том же 1918 году агентство, как и все органы власти советской республики, переехало из Петрограда в Москву.
На территории, контролируемой Всероссийским Временным правительством, была создана параллельная организация — Всероссийское телеграфное агентство, помимо этого возник ряд аналогичных региональных организаций — Белорусское телеграфное агентство, Украинское телеграфное агентство, Сибирское телеграфное агентство, Дальневосточное телеграфное агентство и др.

### Телеграфное агентство Советского Союза (ТАСС)
Телеграфное агентство Советского Союза было создано 10 июля 1925 постановлением Президиума Центрального исполнительного комитета и Совета народных комиссаров СССР на базе Российского Телеграфного агентства. Постановление закрепило за агентством статус центрального информационного органа, обладающего исключительным правом собирать и распространять информацию внутри Союза и за его пределами.
Информационные агентства союзных республик: РАТАУ (Украина), БелТА, УзТАГ, КазТАГ, Грузинформ, Азеринформ, ЭльТА (Литва), АТЕМ (Молдавия), Латинформ, КирТАГ, ТаджикТА, Арменпресс, ТуркменИнформ, ЭТА, КарелфинТАГ (1940—1956) — организационно находились в составе ТАСС. При этом телеграфные агентства союзных республик могли собирать и распространять информацию исключительно на «своей» территории. Как информационный орган союзной республики РСФСР РОСТА просуществовало до 1935 года.
Агентство фотоинформации «Фотохроника ТАСС» также было подразделением ТАСС, входя в него на правах отдельной редакции, и располагаясь в отдельных зданиях.

#### ТАСС уполномочен заявить
Словосочетание «ТАСС уполномочен заявить» было впервые использовано 30 марта 1934 года в газетах «Правда» и «Известия» и впоследствии стало фразеологическим. Применялось в качестве вступительной фразы в официальных заявлениях Советского Союза по различным международным вопросам, распространяемым по каналам ТАСС, и цитировавшихся средствами массовой информации внутри страны. С данной фразы, например, начинались заявление по поводу событий на Халхин-Голе и ответ на шутку Рональда Рейгана.
Телеграфным агентством Советского Союза с 1929 года также использовалось синонимичное словосочетание «ТАСС уполномочен сообщить».
В 1979 году писатель Юлиан Семёнов написал роман «ТАСС уполномочен заявить» — о деятельности советской контрразведки по поимке агента ЦРУ в Москве в конце 1970-х годов, который был экранизирован в 1984 году.

#### ТАСС в годы Великой Отечественной войны, Окна ТАСС
В годы Великой Отечественной войны в ТАСС была создана фронтовая редакция, многие корреспонденты работали на передовой.
Самым знаменитым проектом Телеграфного агентства Союза ССР военных лет были «Окна ТАСС». Они стали продолжением традиций «Окон сатиры РОСТА».
Первые «Окна ТАСС» появились на улицах Москвы 27 июня 1941 года. Они были призваны поднять боевой дух солдат, в ярких и простых образах укрепить веру людей в неизбежность победы над врагом. «Окна ТАСС» рисовались вручную и размножались с помощью трафаретов. Только в первый месяц войны выпустили 119 названий плакатов общим тиражом 7200 штук.
«Окна ТАСС» стали художественным явлением в стране. Они выпускались почти во всех крупных городах Советского Союза, где были объединения художников: в Ленинграде, Киеве, Харькове, Куйбышеве, Ташкенте, Туле, Пензе, Чите, Бийске, Фрунзе, Саратове, Свердловске, Казани, Горьком и многих других. В Петрозаводске издавались «Окна КарелфинТАГа».
Только в московской редакции над «Окнами ТАСС» работали 125 художников и 83 писателя. Тексты писали Демьян Бедный, Самуил Маршак, Павел Антокольский, Василий Лебедев-Кумач, Ольга Берггольц, Сергей Михалков и многие другие знаменитые литераторы. Отдавали свой талант лучшие художники-карикатуристы — Михаил Черемных, Борис Ефимов, Кукрыниксы и другие. По силе эмоционального воздействия «Окна ТАСС» сравнивались жившими в военные годы с песней «Священная война» А. Александрова и «Седьмой симфонией» Д. Шостаковича.
С 1941 по 1945 годы московской редакцией было создано около 1500 политических плакатов тиражом свыше 2 миллионов экземпляров.

#### В 1990-е
На собрании журналистов-тассовцев 23 августа 1991 года выступавшие оценили позицию своего руководства по отношению к ГКЧП как «подыгрывание». 22 августа был подписан Указ Президента России об отстранении от должности гендиректора ТАСС Льва Спиридонова и передаче имущества агентства в собственность России. 28 августа Борис Ельцин назначил генеральным директором ТАСС пресс-секретаря Михаила Горбачева Виталия Игнатенко. По словам самого Игнатенко, никаких инструкций и указаний от президентов СССР и России по поводу дальнейшей работы ТАСС он не получал. Своей главной задачей Игнатенко на тот момент считал демократизацию ТАСС и достижение полной независимости от властных государственных структур. Игнатенко заявил, что намерен поставить вопрос об отзыве из агентства сотрудников КГБ СССР, поскольку, по его мнению, их присутствие наносит вред реноме ТАСС.

### ИТАР-ТАСС
В январе 1992 года был выпущен Указ Президента РФ о создании Информационного телеграфного агентства России (ИТАР) на базе упраздняемых ТАСС и РИА «Новости». На заседании комитета по средствам массовой информации ВС России 22 января министр печати РФ Михаил Полторанин мотивировал реорганизацию тем, что содержание параллельных информационных структур ТАСС и РИАН государству не по карману.
30 января 1992 года, во исполнение Указа Президента России Бориса Ельцина, агентство обрело новое имя и стало передавать новости на информационные ленты под названием «ИТАР-ТАСС», а для сообщений за рубеж — ITAR-TASS.
22 декабря 1993 года президентским указом № 2257 ИТАР-ТАСС был сохранён в форме государственного предприятия. Документом также подтверждалось, что Информационное телеграфное агентство России — правопреемник Телеграфного агентства СССР.
Одним из ключевых событий 1990-х стало создание в декабре 1994 года единой русскоязычной Службы новостей — новостной ленты, объединившей внутрироссийскую и международную информацию. Благодаря этому 1 января 1995 года увидел свет новый продукт ИТАР-ТАСС — Единая информационная лента.
Европейский центр журналистики называл ИТАР-ТАСС четвёртым крупнейшим информационным агентством мира после Reuters, Associated Press и Agence France-Presse.
В 2009 году коллектив «ИТАР-ТАСС» удостоен Благодарности Президента Российской Федерации.

### ТАСС
В сентябре 2014 года было объявлено о ребрендинге агентства и возвращении к прежнему названию — ТАСС.
В начале 2015 года агентство ТАСС совместно с Министерством образования и науки Российской Федерации создало мультимедийный научно-образовательный проект «Чердак», который рассказывал об исследованиях, научно-популярных лекциях, выставках, книгах и кино, а также отвечает на различные вопросы об окружающей действительности. Портал прекратил свое существование в 2018 году.
В ноябре 2023 года издание The Moscow Times со ссылкой на свои источники в российских властях заявило, что гендиректор ТАСС Сергей Михайлов в июле 2023 года был уволен из-за «слишком подробного освещения» мятежа ЧВК «Вагнер», которое «выставило российскую власть в невыгодном свете». По словам собеседника Moscow Times, с ТАСС «случилось какое-то безумие. Они забыли, что их главная задача — не передавать новости, а создавать идеологически корректный нарратив для Кремля».
17 августа 2024 года коллектив ТАСС награждён орденом «За доблестный труд» за большой вклад в развитие отечественных средств массовой информации и достигнутые трудовые успехи.

### Директора-распорядители и генеральные директора
| - Миллер Павел Иванович (1904—1905) - Трубачёв Сергей Семёнович (1905—1907) - Гирс Александр Александрович (дипломат) (1907—1909) - Ламкерт Оскар-Фердинанд Иосифович (1910—1916) - Гурлянд Илья Яковлевич (1916—1917) - Ловягин Александр Михайлович (март 1917 — июль 1917) - Раецкий Савелий Семенович (июль — октябрь 1917) - Старк Леонид Николаевич (октябрь 1917 — апрель 1919) - Сосновский Лев Семёнович (7 сентября 1918 — 16 апреля 1919) - Керженцев Платон Михайлович (16 апреля 1919 — декабрь 1920) - Смирнов Николай Иванович (1893) (январь — июль 1921) - Гольденберг Иосиф Петрович (4 августа 1921 — 1 января 1922) - Долецкий Яков Генрихович (январь 1922 — июнь 1937) - Яблонский Адам Адамович (июль 1925 — сентябрь 1929) | - Хавинсон Яков Семёнович (16 июня 1937 — 19 июня 1943) - Пальгунов Николай Григорьевич (19 июня 1943 — 22 августа 1960) - Горюнов Дмитрий Петрович (9 августа 1960 — 7 апреля 1967) - Лапин Сергей Георгиевич (20 апреля 1967 — 15 апреля 1970) - Замятин Леонид Митрофанович (20 апреля 1970 — 16 февраля 1978) - Хатунцев Владимир Петрович (11 июля 1978 — 19 апреля 1979) - Лосев Сергей Андреевич (18 мая 1979 — 3 октября 1988) - Кравченко Леонид Петрович (9 декабря 1988 — 14 ноября 1990) - Спиридонов Лев Николаевич (ноябрь 1990 — 26 августа 1991) - Игнатенко Виталий Никитич (28 августа 1991 — 17 сентября 2012) - Михайлов Сергей Владимирович (17 сентября 2012 — 5 июля 2023) - Кондрашов Андрей Олегович (5 июля 2023 — н.в.) |

## ТАСС сегодня

### Пресс-центр
На постоянной основе пресс-центр ТАСС в Москве функционирует с 1992 года, в Санкт-Петербурге — с 1996 года. В 2013 году был модернизирован пресс-центр в Екатеринбурге и открыт в Новосибирске. В июле 2024 года был открыт пресс-центр в Пятигорске.

## Санкции
8 июля 2022 года, на фоне эскалации вторжения России на Украину, ТАСС внесён в санкционные списки Канады как платформа дезинформации и пропаганды за содействие и поддержку неспровоцированной и необоснованной эскалации вторжения России в Украину".
19 октября 2022 года ТАСС попал под санкции Украины.
В октябре 2023 года молдавская Служба информации и безопасности заблокировала ТАСС на территории страны.